# Toshiharu Sato
Toshiharu Sato (japanska: 佐藤 寿治), född 19 mars 1969 i Osaka, är en japansk gymnast.
Han tog OS-brons i lagmångkampen i samband med de olympiska gymnastiktävlingarna 1988 i Seoul.